# Стоянка имени Чокана Валиханова
Стоянка имени Чокана Валиханова (каз. Шоқан Уәлиханов атындағы тұрақ), также стоянка Карасу (каз. Қарасу тұрағы) — многослойный археологический объект позднемустьерской эпохи в Байдибекском районе Туркестанской области Казахстана, в 2 км к северо-западу от села Кайнарбулак, на третьей надпойменной террасе правого берега реки Арыстанды. В 1982 году стоянка был включена в список памятников истории и культуры Казахской ССР республиканского значения и взята под охрану государства.

## Исследование
Стоянка обнаружена археологом Хасаном Алпысбаевым в 1958 году, было найдено большое количество каменных изделий палеолитического облика. За годы исследования стоянки Алпысбаевым (1959—1962 годы) было выявлено 5 культурных слоёв, которые располагаются в горизонтальных плоскостях и на разных уровнях от современной поверхности террасы.
C 1980 года исследование памятника проходило под руководством Жакена Таймагамбетова. В 1993 году Таймагамбетовым был исследован шестой культурный слой. В 2018—2019 годах памятник был исследован Казахстанско-Японской археологической экспедицией Национального музея Казахстана и Научно-исследовательского института культурных ценностей Нара под руководством профессора Садакацу Кунитакэ. Из-за отсутствия воды в реке Арыстанды экспедиция впервые смогла заложить разведочную траншею сверху вниз до основания реки и обнаружила ещё 3 культурных слоя (их общее количество достигло 9).

## Культурные слои
Первый культурный слой был вскрыт Хасаном Алпысбаевым на площади 1200 м² и зафиксирован на глубине 2,30 м от нулевой линии. Мощность культурного слоя колеблется от 8 до 12 см. Среди 537 каменных изделий были выделены 34 нуклеуса, 456 отщепов, 13 пластин и 34 орудия труда. Последние представлены 2 рубящими орудиями, 4 скреблами, 20 скребками, 2 резцами, одним зубчато-выемчатыми орудиями, 2 пластинами со следами утилизации и 3 отщепами со следами использования в работ. Индустрия указанного слоя относится к начальной стадии верхнего палеолита. Сырьевой материал — халцедон светлых оттенков. Данный слой отличается от нижележащих мустьерских слоёв отсутствием очажных слоёв, угольков, костей животных. Этот слой помимо грубо-обработанных скрёбел содержит также миниатюрные скребочки с полукруглым, тщательно отделанным лезвием.
Второй культурный слой вскрыт на площади 406 м² и залегает на глубине от 4,1 до 4,35 м. Мощность слоя — от 20 до 25 см. В слое выявлены остатки нескольких кострищ, охры, очажных пятен, обломков костей животных. Общее число каменного инвентаря — 1233 предметов, среди которых: 51 нуклеус и нуклевидных обломков, 1114 отщепов, 1 пластина, 67 орудий труда. Из числа орудий выделены: 6 рубящих орудий, 3 скребла, 31 скребок, 7 остроконечников, 6 резцов, 1 выемчатое орудие, 3 отбойника, 1 рубило и 9 пластин со следами использования в работе. Позднемустьерский возраст рассмотренных орудий не вызывает особых сомнений и определяется как назначением, так и формой, и характером представленных орудий.
Третий культурный слой вскрыт на площади 240 м² и залегает на глубине 4,9 м от современной поверхности третьей надпойменной террасы реки Арыстанды. Мощность слоя от 15 см до 20 см. Здесь обнаружены хорошо сохранившиеся кострища, многочисленные очажные пятна и обломки костей животных. Каменный инвентарь насчитывает 443 предмета, в том числе: 28 нуклеусов, 330 отщепов, 5 пластин, 5 сланцев (палеозойских), 75 орудий труда. Среди последних: 10 рубящих орудий, 6 скрёбел, 39 скребков, 2 остроконечника, 6 резцов, 1 отбойник, 2 пластины со следами утилизации, 7 отщепов со следами использования, 1 галечное изделие. Орудия, выявленные в третьем культурном слое, типичные для позднего мустье.
Четвертый культурный слой вскрыт на площади 140 м² и залегает на глубине 5,25—5,55 м. Мощность культурного слоя местами доходит до 30 см. Здесь также выявлены каменные изделия, кострища, очажные пятна и остатки охры. Отличительной чертой является наличие обломков костей крупных животных. Среди 946 предметов выделены: 37 нуклеусов, 817 отщепов, 12 пластин, 4 желвака, 2 сланцевых изделия, 74 орудия труда. К последним отнесены: 13 рубящих, 8 скрёбел, 19 скребков, 7 остроконечников, 3 резца, 1 зубчато-выемчатый, 4 отбойника, 1 пластина со следами использования в работе, 27 отщепов со следами утилизации. Инвентарь данного слоя также датируется позднемустьерским временем.
Пятый культурный слой вскрыт на площади 198 м² и залегает на глубине 5,5 м от нулевой линии. Его мощность — 10—30 см. Культурные остатки представлены обломками костей животных, каменными изделиями, угольками и частицами красной охры. Коллекция каменных изделий насчитывает 2605 предметов. Для индустрии характерна техника скола грубых отщепов с дисковидных нуклеусов. Из числа каменных изделий выделены: 11 нуклеусов, 2572 отщепа, 3 желвака, 19 орудий труда. К последним отнесены: 2 рубящих орудия, 5 скрёбел, 2 скребка, 9 отщепов со следами утилизации и 1 отбойник. Как видно, орудийный набор не так уж богат по сравнению с индустрией вышележащих культурных слоёв. На основе типологического анализа, данных геологии, каменный инвентарь слоя датируется позднемустьерским временем.
Шестой культурный слой был обнаружен на глубине 7,2 м. Были выявлены невыразительные отходы производства из камня. Возможно, археологи в 1993 году затронули только периферийную часть. Седьмой культурный слой мощностью 20 см находится на глубине 6,9 м (он немного выше шестого). Найденные каменные изделия представляют в основном маленькие отщепы. Восьмой культурный слой мощностью 30 см был обнаружен на глубине 8,4 м. Выявлено много каменных изделий. В частности, найдена очень большая заготовка (нуклеус) из светлого халцедона с многочисленными снятиями отщепов. Девятый культурный мощностью 20 см находится на глубине 9,2 м от нулевой линии. Здесь были найдены пластины и торцовый нуклеус для снятия пластин. Также была обнаружена рабочая площадка — крупный нуклеус и более 150 отщепов и пластин вокруг него. Этот культурный слой может относиться к начальному периоду верхнего палеолита.

## Флора и фауна стоянки
Основная часть остеологического материала, за исключением нескольких отдельных фрагментов, состоит из мелких обломков костей животных, чаще всего трубчатых. В слоях обнаружены челюсти лошади, бизона, рога сайги и благородного оленя. Наличие костных остатков лошади и сайги свидетельствует о степном характере ландшафта. В пользу этого говорят и данные спорово-пыльцевого анализа, взятые из разреза палеолитической стоянки им. Ч. Валиханова. Состав спорово-пыльцевого анализа свидетельствует о сухом климате, что и способствовало накоплению лёссовидных суглинков на стоянке.